# Côme II d'Alexandrie
Côme II d'Alexandrie nommé  également Cosmas II est un  patriarche copte d'Alexandrie de   851 à 858

## Contexte
Côme ou Cosmas II est originaire de Samanoud, d'abord diacre puis moine au Monastère Saint-Macaire de Scété,.
Il est élu à l'unanimité par les clercs et les laics, le 8 juillet 851  et est ordonné  patriarche d'Alexandrie,.
Son pontificat s'est déroulée dans une période particulièrement troublée, marquée par des événements prodigieux tels que le saignement d'une icône de « Mariana », Marie, mère de Jésus dans l'Église Sainte-Sévère située dans le désert de Scété et des écoulement de larmes d'autres icônes dans toute l'Égypte. Après sept années de patriarcat il meurt le 21 athyr, de l'an 809 du calendrier Copte c'est-à-dire le 17 novembre 858 A.D.,

## Bibliograhie
- (it) Padri Benedettini della Congregazione di S.Mauro in Francia (trad. Giuseppe Pontini di Quero), L'Arte di verificare le date dei fatti storici delle inscrizioni delle cronache e di altri antichi monumenti dal principio dell'era cristiana fino all'anno 1770, vol. 2, Venezia, Tipografia Gatti (lire en ligne)
- (en) Otto Friedrich August Meinardus, Two Thousand Years of Coptic Christianity, Le Caire, American Univ in Cairo Press, 2002, 276 p. (ISBN 9774247574, lire en ligne)
- (en) « 3. The Departure of Saint Cosma, 54th Pope of Alexandria. », Coptic Orthodox Church Network